# Comitè de Representants Permanents de la Unió Europea
El Comitè de Representants Permanents de la Unió Europea (COREPER) és un organisme institucional de la Unió Europea del Consell de la Unió Europea, amb funcions polítiques i administratives, compost per un representant per cada Estat de la Unió, amb rang d'ambaixador o, en el seu cas, els seus adjunts, i per un representant de la Comissió Europea. El presideix el representant de l'Estat que reté la presidència rotatòria del mateix Consell.

## Funcions, composició i funcionament
El Coreper ocupa un lloc central en el sistema de presa de decisions comunitari. És a la vegada un òrgan de diàleg (diàleg entre els representants permanents i de cada un d'ells amb la seva capital), i de control polític (orientació i supervisió dels treballs dels grups d'experts).
Per exemple, s'encarrega de l'examen previ dels expedients que figuren a l'ordre del dia del Consell (propostes i projectes d'actes presentats per la Comissió). Al seu nivell, tracta d'arribar a un acord sobre cada expedient; en el cas contrari, pot presentar orientacions al Consell.
A més a més, l'ordre del dia de les reunions del Consell s'elabora d'acord amb la situació en què es trobin els treballs del COREPER. Està dividit en punts A, que s'aproven sense debat després d'haver arribat a un acord al Coreper, i punts B, que són objecte de debat.
Es divideix en dos subcomitès: 
- COREPER I, consta dels caps de Missió Adjunts i s'ocupa principalment de qüestions socials i econòmiques;
- COREPER II, consta dels caps de Missió i s'ocupa sobre manera amb qüestions polítiques, la política financera i estrangers.

Els representants de la Secretaria del Consell de les Direccions pertinents i de la Direcció d'Afers Jurídics també estan presents. També existeix un Comitè especial d'agricultura.
Les reunions setmanals es porten a terme en privat, l'agenda de la reunió es divideix en 2 parts: temes programats sense debat i els programats per al debat.
Divideixen l'agenda ministerial en tres categories: 
- punts I, que són per a la informació i la decisió ministerial no és necessari;
- punts A, on pot ser la decisió adoptada sense debat (però ha de ser posat fora de l'agenda d'aquesta reunió, en el seu cas, la delegació nacional s'oposa a què es decideixi) i és sovint sobre un tema fora de la responsabilitat detallada del grup especial de ministres;
- punts B, on el debat és necessari i la decisió no és possible ser coneguda anticipadament.

Un element pot ser descrit internament com un punt «B fals»: això és per donar la impressió pública com un punt B, que els ministres estan debatent activament a causa de la seva importància quan de fet podria haver estat tractada com un punt A, perquè la negociació i el compromís ja han tingut lloc al COREPER. Relativament poques decisions són adoptades pels ministres sobre els punts B cert: per regla general són enviats de volta al COREPER fins que puguin ser tornats com punt A o punt B fals.
Les deliberacions i decisions del mateix Consell en el marc del procediment de decisió conjunta, al contrari que la resta de les reunions del Consell, incloent al COREPER i al Consell els grups de treball, públic.
Coreper I, compost pels representants permanents adjunts, prepara el terreny per a les següents formacions del Consell:
- Feina, Política Social, Sanitat i Consumidors;
- Competitivitat (mercat interior, indústria, recerca i turisme);
- Transport, Telecomunicacions i Energia;
- Agricultura i Pesca;
- Medi ambient;
- Educació, Joventut i Cultura (inclosos els audiovisuals);

Coreper II, compost pels Representants Permanents, es prepara
per altres configuracions: 
- Afers Generals i Relacions Exteriors (inclosa la seguretat europea i la política de defensa i cooperació al desenvolupament);
- Afers Econòmics i Financers (inclòs el pressupost);
- Justícia i Assumptes d'Interior (inclosa la protecció civil).